# Oponešice
Oponešice (en allemand : Oponeschitz) est une commune du district de Třebíč, dans la région de Vysočina, en République tchèque. Sa population s'élevait à 177 habitants en 2024.

## Géographie
Oponešice se trouve à 11,5 km àl'ouest-sud-ouest du centre de Moravské Budějovice, à 26 km au sud-ouest de Třebíč, à 40 km au sud de Jihlava et à 147 km au sud-est de Prague.
La commune est limitée par Budkov au nord-ouest et au nord, et par Třebelovice à l'est, au sud et au sud-ouest.

## Histoire
La première mention écrite de la localité date de 1351.

## Transports
Par la route, Oponešice se trouve à 14,5 km de Moravské Budějovice, à 37,5 km de Třebíč, à 48 km de Jihlava et à 179 km de Prague.